# Комарів (Ковельський район)
Комарі́в — село в Україні, у Луківській селищній громаді Ковельського району Волинської області. Населення становить 349 осіб.

## Історія
У 1906 році село Олеської волості Володимир-Волинського повіту Волинської губернії. Відстань від повітового міста 42  версти, від волості 10. Дворів 111, мешканців 649.

## Населення
Згідно з переписом УРСР 1989 року чисельність наявного населення села становила 418 осіб, з яких 199 чоловіків та 219 жінок.
За переписом населення України 2001 року в селі мешкало 349 осіб.

### Мова
Розподіл населення за рідною мовою за даними перепису 2001 року:
| Мова       | Відсоток |
| ---------- | -------- |
| українська | 98,57 %  |
| російська  | 1,43 %   |

## Обновилися ікони
У 2010 році, напередодні свята Введення у храм Пресвятої Богородиці, в оселі Ганни Калюжної почали обновлятися дві ікони. Згодом їх було передано у Турійську Свято-Преображенську церкву.

## Уродженці
- Білих Йосип Назарович (1892—1959) — радянський військовик, заступник командира 2-ї гвардійської ордена Леніна двічі Червонопрапорної ордена Богдана Хмельницького кавалерійської дивізії 1-го гвардійського Червонопрапорного Житомирського імені Раднаркому Української РСР кавалерійського корпусу 1-го Українського фронту.